# Etiópia nos Jogos Olímpicos de Verão de 1956
A Etiópia participou dos Jogos Olímpicos pela primeira vez nos Jogos Olímpicos de Verão de 1956 em Melbourne, Austrália.

## Resultados por Evento

### Atletismo
Maratona masculina
- Bashay Feleke — 2:53:37 (→ 29º lugar)
- Gebre Birkay — 2:58:49 (→ 29º lugar)

### Ciclismo
Equipes contra o relógio masculino
- Guremu Demboba
Mesfen Tesfaye
Zehaye Bahta — 99 pontos (→ 9º lugar)

Estrada individual masculino
- Guremu Demboba — 5:26:58 (→ 25º lugar)
- Mesfen Tesfaye — 5:34:25 (→ 36º lugar)
- Zehaye Bahta — 5:34:37 (→ 38º lugar)
- Negousse Mengistu — não terminou (→ sem classificação)